# Falcatus
Il falcato (gen. Falcatus) è un pesce cartilagineo estinto, appartenente ai simmoriidi. Visse nel Carbonifero inferiore (circa 330 milioni di anni fa) e i suoi resti fossili sono stati ritrovati in Nordamerica.

## Descrizione
Questo piccolo pesce non doveva superare i 30 centimetri di lunghezza. Il corpo era genericamente simile a quello di uno squalo, con una grossa testa dotata di grandi occhi e un muso appuntito; la bocca era situata ventralmente, e i denti erano di tipo cladodonte, ovvero dotati di una cuspide centrale più grande delle altre cuspidi laterali e di un rilievo linguale a forma di placca con bottoni articolari. 
La caratteristica più saliente di Falcatus era però data dalla forma bizzarra della prima pinna dorsale: questa era altamente modificata, e trasformata in una struttura allungata in avanti, rigida e a forma di lama appiattita. Questa struttura era presente però solo nei maschi della specie, mentre le femmine ne erano del tutto prive. I maschi di Falcatus, inoltre, presentavano rostri allungati e denticoli presenti sul tetto cranico e sulle pinne. Il dimorfismo sessuale di questo genere era quindi notevole.

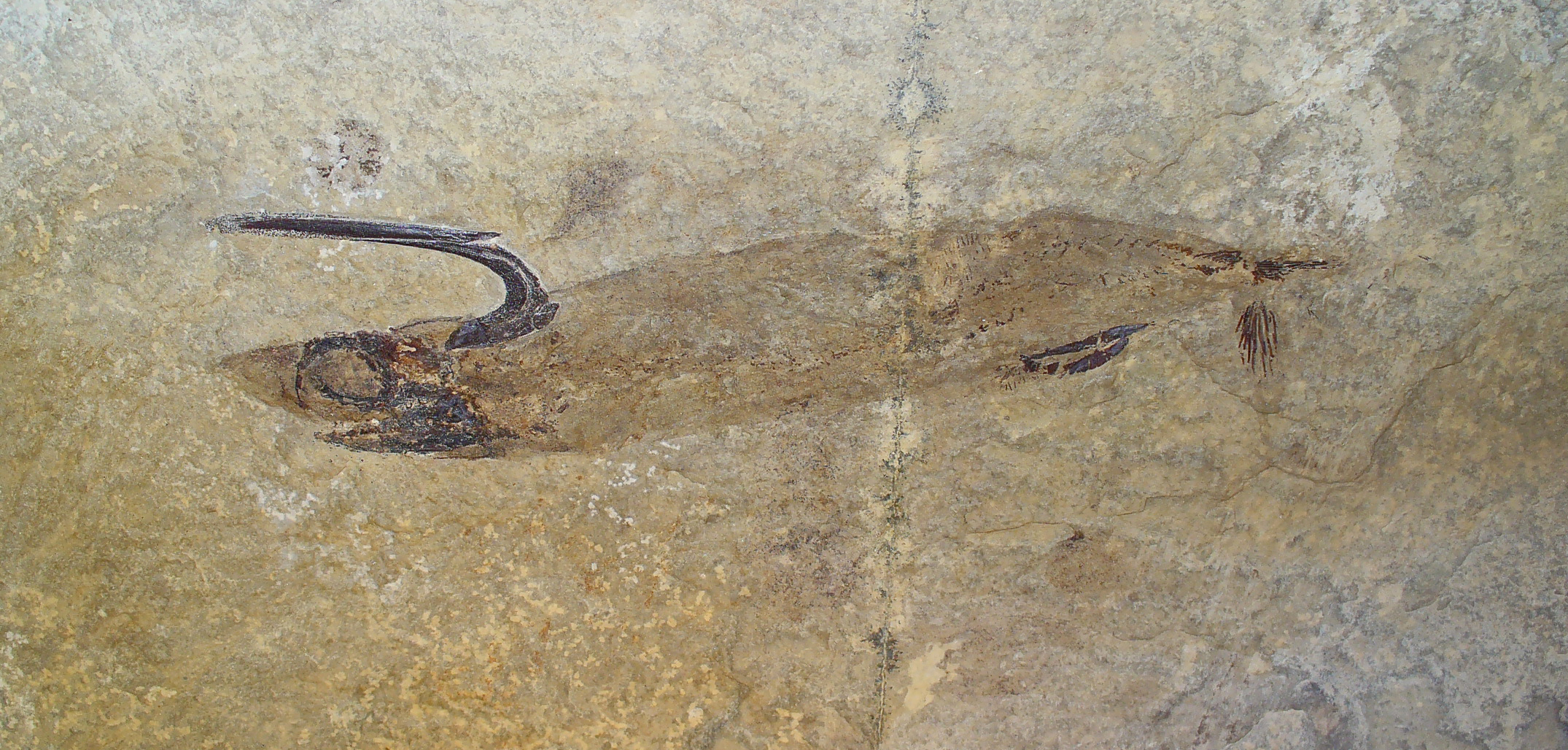
Fossile di un maschio della specie Falcatus falcatus

## Classificazione
Falcatus è il genere eponimo della famiglia Falcatidae, comprendente piccoli pesci cartilaginei imparentati solo alla lontana con gli squali odierni e facenti invece parte dell'ordine estinto dei Symmoriida, comprendenti anche forme dall'aspetto più tradizionale come Cobelodus e altre forme dalla pinna dorsale modificata, come Stethacanthus e Akmonistion. 
I primi resti fossili rinvenuti furono classificati con il nome di Physonemus falcatus nel 1883; essi consistevano in alcune spine dalla forma insolita, rinvenute isolate in varie località degli Stati Uniti occidentali. Solo con la scoperta di esemplari completi nel famoso giacimento di Bear Gulch in Montana divenne chiaro che questi fossili erano da attribuire a un nuovo genere di condroitti, che venne descritto da Lund nel 1985 con il nome di Falcatus. Oltre alla specie tipo Falcatus falcatus a questo genere sono state attribuite anche le specie F. hamatus e F. proclivus, note però solo per elementi isolati. 

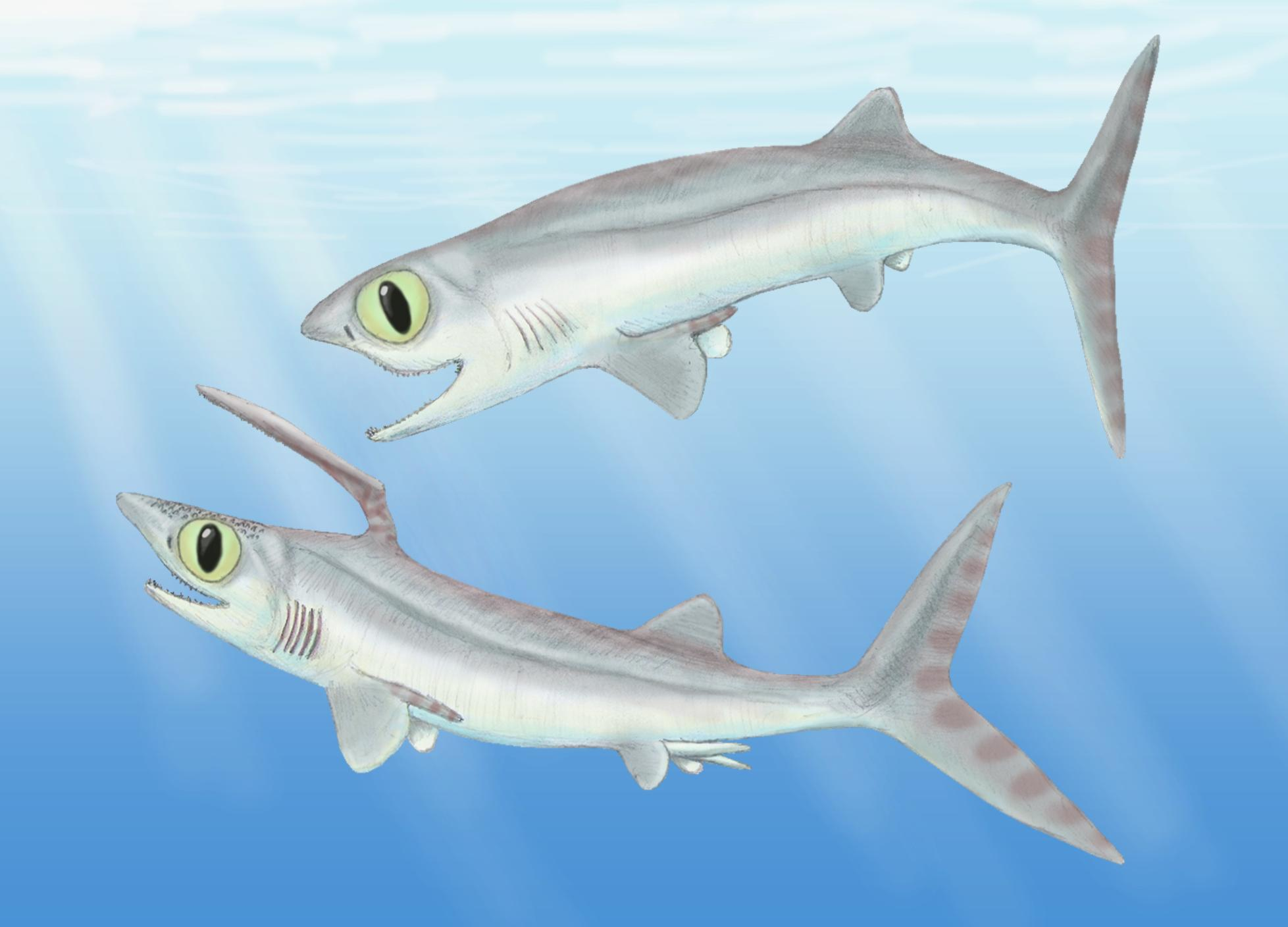
Ricostruzione di due esemplari di Falcatus falcatus: una femmina (sopra) e un maschio (sotto)

## Paleoecologia
Un fossile interessantissimo mostra due individui della specie F. falcatus in interazione fra loro: l'individuo privo di pinna dorsale modificata, verosimilmente una femmina, si è conservato nell'atto di mordere la struttura dorsale del maschio. Ciò indicherebbe che le strutture modificate di Falcatus avrebbero avuto una funzione nell'ambito del comportamento sessuale e di corteggiamento. La notevole abbondanza di esemplari maschi nel giacimento di Bear Gulch, e la relativa scarsità di femmine, induce inoltre a ritenere che i maschi fossero notevolmente più abbondanti in aree deputate al lek, ovvero la forma di corteggiamento ritualizzata nella quale le femmine scelgono il proprio partner a scapito di numerosi altri maschi (Lund, 1985).